# Грин Парк (Мисури)
Грин Парк (енгл. Green Park) град је у америчкој савезној држави Мисури.

## Демографија
По попису из 2010. године број становника је 2.622, што је 44 (-1,7%) становника мање него 2000. године.
| Група             | 2000.         | 2010.         |
| Белци             | 2.594 (97,3%) | 2.395 (91,3%) |
| Афроамериканци    | 0 (0,0%)      | 36 (1,4%)     |
| Азијати           | 22 (0,8%)     | 91 (3,5%)     |
| Хиспаноамериканци | 32 (1,2%)     | 44 (1,7%)     |
| Укупно            | 2.666         | 2.622         |